# 伊恒额
伊恒额（穆麟德轉寫：elhengge，?—?）一译依恒额，又名依绍先，蒙古族，卓索图盟土默特左翼旗人。曾任蒙疆政府属下蒙古军将领，中华民国大陆时期内蒙古政治人物、军人。

## 生平
伊恒额原是土默特左翼旗统领。1936年5月12日，蒙古军政府成立。日本人从卓索图盟和昭乌达盟借来6000人补充入蒙古军。其中，伊恒额率人从左旗赶来，被编为蒙古军第五师，伊恒额任师长（副师长为蒙古族人田英）。伊恒额还和李守信结拜，成了李守信的亲信。1938年底，日军从蒙古军第四、五、六师抽调兵力充实满洲国兴安军。由于李守信和德穆楚克栋鲁普的矛盾，德穆楚克栋鲁普不给第五、六师补充兵力。伊恒额因此而觉得前途渺茫，遂向李守信递交辞呈。此后，德穆楚克栋鲁普令乌古廷推荐韩凤楼继任第五师师长。
抗日战争胜利后，李守信曾组织“人民自卫军”，并到阜新慰问了伊恒额、张念祖两部。李守信在阜新向东北行营发报，请求发表伊恒额与张念祖人民自卫军支队长的名义。此后他任支队长。
此后伊恒额生平不详。

### 文献
- 万江紅「李守信」中国社会科学院近代史研究所. . 中華書局. 2002. ISBN 7-101-02394-0.
- 李守信「李守信自述」中国人民政治协商会议内蒙古自治区委员会文史资料研究委员会编. . 1985.